# Sophie Hopkins
Sophie Lisa Hopkins, née le 25 novembre 1990, est une actrice et modèle britannique, connue pour son rôle d'April MacLean dans le spin-off de Doctor Who, Class.

## Biographie
Hopkins est né à Singapour et a grandi à East Yorkshire, en Angleterre. Plus tard, elle a étudié au City Of York College, où elle a étudié les Arts de la scène et du Théâtre Musical. En 2010, elle a déménagé à Londres et rejoint Fourth Monkey, une compagnie de théâtre de répertoire avec un accent sur la formation de nouveaux artistes pour l'industrie du divertissement.

### Carrière
En avril 2016, Hopkins a été choisie pour le rôle de April MacLean dans le spin-off de Doctor Who, "Class".

## Filmographie

### Cinéma
- 2015 : Whiplash Dreams : Girl
- 2016 : Brackenmore : Kate

### Courts-métrages
- 2011 : The Meeting Place
- 2013 : The Square Orbit
- 2014 : Life Lines
- 2015 : Dead Gigolo
- 2015 : Fragments of May
- 2016 : Breaking
- 2016 : Since We Last
- 2017 : Spilt

### Télévision

#### Séries télévisées
- 2011 : Filthy Cities : Charlotte Corday
- 2011-2012 : Dark Matters: Twisted But True : Llubmila / Vicki / Marie
- 2016 : Class : April MacLean

### Clips
- 2015 : Whiplash Dreams de Clearhead

### Web série
- 2016 : Doctor Who: The Fan Show : Elle-même